# Eloy
Eloy – niemiecki zespół rocka progresywnego, założony w 1969 roku w Hanowerze. Jego nazwa została zaczerpnięta z książki H.G. Wellsa Wehikuł czasu. Zespół przeszedł szereg zmian personalnych, a jedynym jego stałym członkiem, a zarazem liderem, był grający na gitarze, Frank Bornemann. Eloy nie podążył za typowym dla niemieckiej muzyki progresywnej, rockiem elektronicznym, lecz wzorował się na  brytyjskich grupach rockowych, takich jak Pink Floyd, czy Genesis. Zespół ewoluował od czerpiącej inspiracje z zagadnień politycznych grupy hardrockowej do wirtuozyjnego zespołu grającego rock progresywny przypominający mieszankę wpływów Jethro Tull oraz Pink Floyd. Późniejszą karierę naznaczyło ponowne zwrócenie się w stronę hard rocka, ale z silną domieszką elementów progresywnych.

## Historia 1969-1975
Założycielami Eloy byli: Frank Bornemann (gitara, harmonia, perkusja), Erich Schriever (wokal, keyboard), Manfred Wieczorke (gitara, bas, wokal), Helmuth Draht (bębny) oraz Wolfgang Stöcker (bas). Nazwę zespołu zaczerpnęli z futurystycznej wizji człowieczeństwa w powieści Wehikuł czasu H.G. Wellsa, a pierwszy singiel Daybreak wydali w 1970 roku. Rok później ukazał się debiutancki album Eloy, które to wydanie cechowały konwencjonalne hardrockowe brzmienia z politycznymi odniesieniami i jako takie stanowi ono ewenement w dyskografii zespołu. Erich Schriever, odpowiedzialny za teksty grupy zawierające polityczne konotacje, zrzekł się praw do nich po wydaniu albumu, podobnie jak Helmuth Draht, zastąpiony na bębnach przez Fritza Randowa.
Wydanie Inside w 1973 r. dało grupie rangę pełnowartościowego zespołu grającego rock progresywny. Po wydaniu albumu, który sprzedał się dobrze, zespół opuścił Wolfgang Stöcker, zastąpiony przez basistę Luitjena Janssena. Wydania Floating (1974) oraz Power and the Passion (1975) ugruntowały pozycję i sukces Eloy. Drugi z albumów został nagrany z dodatkowym udziałem gitarzysty Detleya Schwaara i stanowi pierwszy album koncepcyjny grupy. Pomimo odniesionego sukcesu grupa rozwiązała się w 1975 r. z powodu wewnętrznych konfliktów dotyczących kierunku muzycznego, jaki zespół powinien obrać. Niektórzy z członków pragnęli pozostać w nurcie wirtuozyjnych albumów koncepcyjnych w ramach rocka progresywnego, podczas gdy inni przejawiali bardziej zachowawcze podejście.
Okładki płyt Ocean i Ocean 2 zaprojektował Wojciech Siudmak.
Utwór Time to Turn z płyty o tym samym tytule, został nagrany przez Budkę Suflera pod tytułem Noc komety, jako cover oryginału, z polskim tekstem.

## Skład
- Frank Bornemann – gitara, śpiew
- Michael Gerlach – instrumenty klawiszowe
- Hannes Folberth – instrumenty klawiszowe
- Klaus-Peter Matziol – gitara basowa
- Stephan Emig – perkusja

### Byli członkowie
- Hannes Arkona – gitara, instrumenty klawiszowe
- Helmut Draht – perkusja
- Fritz Randow – perkusja
- Jürgen Rosenthal – perkusja, flet
- Luitjen Jansen gitara basowa
- Detlev Schmidtchen – instrumenty klawiszowe
- Erich Schriever – śpiew, instrumenty klawiszowe
- Wolfgang Stöcker – gitara basowa
- Detlef „Pitter” Schwaar – gitara
- Manfred Wieczorke – instrumenty klawiszowe, gitara basowa, gitara
- Jim McGillivray – perkusja
- Steve Mann – gitara
- Bodo Schopf – perkusja
- Kristof Hinz – perkusja

## Dyskografia
- 1971 – Eloy
- 1973 – Inside
- 1974 – Floating
- 1975 – Power and the Passion
- 1976 – Dawn
- 1977 – Ocean
- 1978 – Live
- 1979 – Silent Cries and Mighty Echoes
- 1980 – Colours
- 1981 – Planets
- 1982 – Time to Turn
- 1983 – Performance
- 1984 – Metromania
- 1985 – Codename Wildgeese
- 1988 – Ra
- 1992 – Destination
- 1994 – The Tides Return Forever
- 1998 – Ocean 2: The Answer
- 2009 – Visionary
- 2014 – Reincarnation on Stage
- 2017 – The Vision, the Sword and the Pyre (Part 1)
- 2019 – The Vision, the Sword and the Pyre (Part 2)
- 2023 – Echoes from the Past